# Izotomic conjugat

Dacă BX = CY, punctele sunt izotomic conjugate în raport cu segmentul BC.

Două puncte X și Y luate pe o dreaptă BC se numesc izotomic conjugate, în raport cu segmentul BC, dacă segmentele XY și BC au același punct de mijloc, sau echivalent dacă BX = CY.

Figura reprezintă antibisectoarele unui triunghi

Dacă trei puncte X, Y și Z se află pe laturile unui triunghi ABC, iar punctele X', Y' și Z' sunt izotomic conjugate în raport cu laturile BC, CA și respectiv AB, atunci dacă AX, BY și CZ sunt concurente într-un punct O și dreptele AX', BY' și CZ' sunt concurente într-un punct O' izotomic conjugat cu O. Demonstrarea acestei proprietăți se face folosind teorema lui Ceva.
Dacă coordonatele triliniare ale punctului P sunt p : q : r, atunci coordonatele triliniare ale punctului izotomic conjugat al lui P sunt:
a−2p−1 : b−2q−1 : c−2r−1.
Izotomica conjugată a centrului de greutate al unui triunghi ABC este el însuși.
Izotomicele conjugate ale dreptelor sunt circumconice, iar icotomicele conjugate ale circumconicelor sunt drepte. 